# Réunification du Cameroun

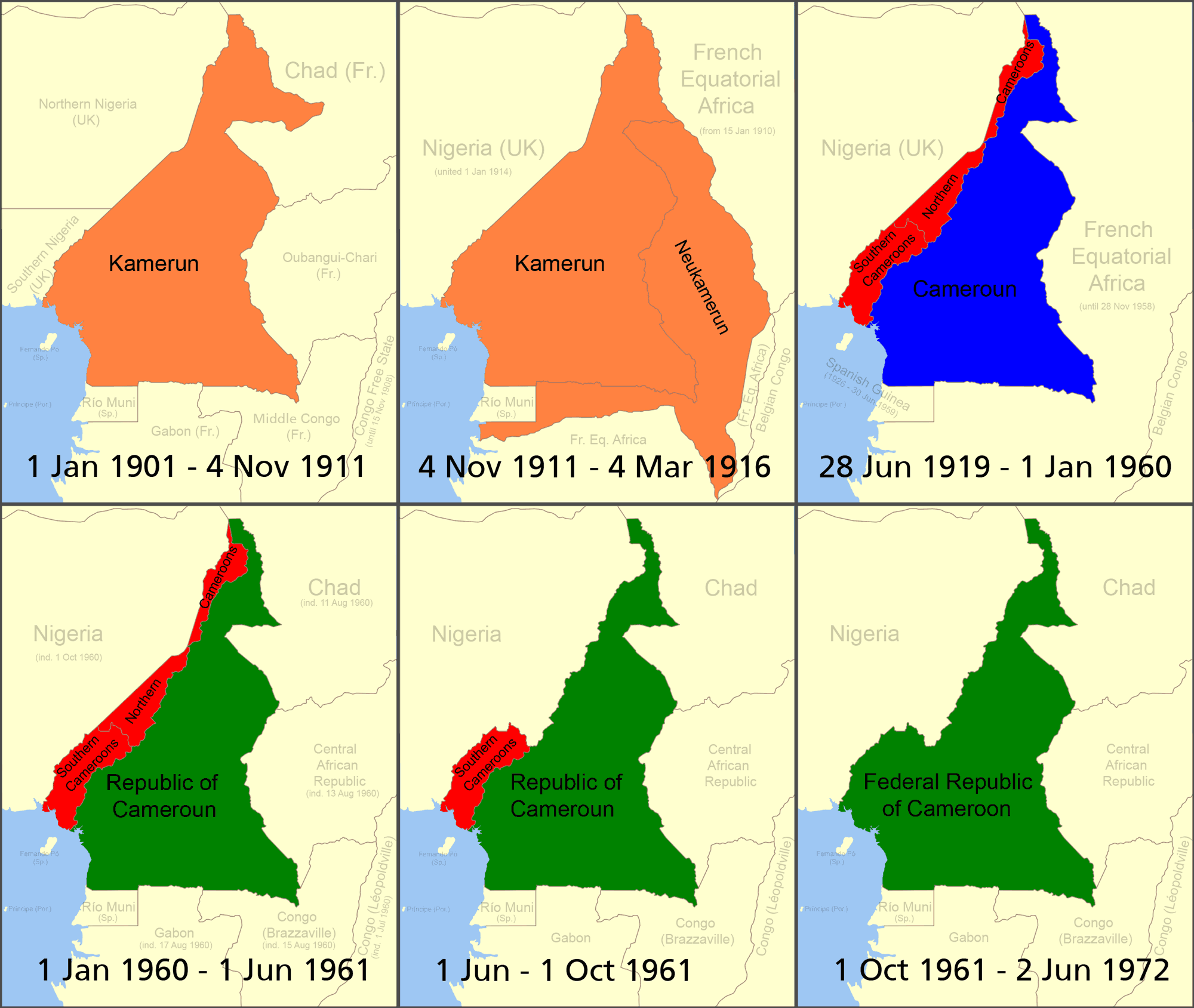
Evolution territoriale du Cameroun depuis le XX.

Le monument de la réunification construit dans les années 1970 à Yaoundé, capitale du pays, pour commémorer la réunification du 1 octobre 1961.

La réunification du Cameroun a lieu le 1er octobre 1961, lorsque le Cameroun méridional, la partie sud du Cameroun britannique, rejoint la république du Cameroun, anciennement sous mandat français, pour former la république fédérale du Cameroun, qui devient en 1972 la république unie du Cameroun et, depuis 1984, la république du Cameroun. 

## Histoire

### De la période coloniale à la réunification
Protectorat allemand depuis 1884, le Cameroun est divisé en deux à la fin de la Première Guerre mondiale. Sa partie orientale, soit 4⁄5 du territoire, est confiée à la France et sa partie occidentale, à la frontière du Nigeria britannique, soit 1⁄5 du territoire, au Royaume-Uni, sous mandat de la Société des Nations (SDN). À la fin de la Seconde Guerre mondiale, la SDN, devenue l'Organisation des Nations unies (ONU), confie les deux Cameroun à son Conseil de tutelle dont la mission est de les accompagner vers l'indépendance. 
Le 1er janvier 1960, le Cameroun français accède à l'indépendance sous le nom de république du Cameroun avec comme président Ahmadou Ahidjo. Le 11 février 1961, l'ONU organise un référendum au Cameroun britannique qui exclut l'indépendance totale du territoire et propose aux électeurs deux options : l'indépendance par rattachement au Cameroun ou l'indépendance par rattachement au Nigeria. La partie nord du territoire choisit de rejoindre le Nigeria, tandis que la partie sud choisit de rejoindre le Cameroun.
Finalement, en 1961, les entités anglophones et françophones réussent dans ce processus d'unification de peuples et de nations comme l'avaient fait l’Union d'Afrique du Sud, en 1910, puis la Fédération de Rhodésie et du Nyassaland, en 1953.

## Célébrations
La réunification du Cameroun est célébrée de plusieurs manières dans le pays. Le 1er octobre constitue un jour férié appelé la « Journée de l'unification ». Au début des années 1970, le monument de la réunification est érigé à Yaoundé. Un autre est inauguré à Buéa. 
Le stade de la Réunification, situé à Douala, est baptisé d'après l'évènement, il en est de même pour le pont sur le Mungo reliant les régions francophones et anglophones du pays.